# Йорк, Элвин Каллам
Элвин Каллам Йорк (13 декабря 1887, Фентресс, штат Теннесси — 2 сентября 1964, Нашвилл, штат Теннесси) — американский военный, солдат Первой мировой войны, получивший за проявленную храбрость Медаль Почёта.
Родился в бедной семье в Пэлл-Мэлл, штат Теннесси. Его семья не могла существовать лишь за счёт собираемого со скудного участка земли урожая, поэтому в детстве он часто ходил с отцом на охоту, став вскоре хорошим стрелком. В местности, где он жил, в юности имел репутацию хулигана и пьяницы и часто участвовал в драках в местной таверне. После того как в 1914 году в одной из таких драк он убил своего лучшего друга, Йорк решил измениться. После этого инцидента он стал верующим христианином, что стало причиной его упорного отказа от призыва на военную службу после вступления США в Первую мировую войну — из-за своих религиозных убеждений (хотя ныне существуют разногласия по поводу его тогдашнего статуса). В анкете призывника, в графе: «Имеете ли Вы какие-либо основания быть освобождённым от призыва?», — написал просто: «Да. Не хочу воевать». Будучи призванным он продолжал бомбардировать вышестоящее начальство заявлениями определить его по религиозным убеждениям на тыловую должность не связанную с ношением оружия, о чём в армейских архивах сохранились подписанные им самим бумаги. Впоследствии он отрицал, что когда-либо был отказчиком по соображениям совести.
Призван на службу в 1917 году и определён в 82-ю пехотную дивизию. Во время Мёз-Аргоннского наступления 8 октября 1918 года был капралом в 328-м пехотном полку, когда из-за гибели старших офицеров ему пришлось взять на себя командование отделением пехоты. Хотя в ряде описаний утверждается, что он предпринял атаку в одиночку, в официальном докладе говорилось, что капрал Йорк атаковал действующее вражеское пулемётное гнездо вместе с семью другими солдатами. В ходе их атаки было убито 25 и взято в плен 132 немецких солдата (в том числе 4 офицера). За эту атаку армия США наградила его крестом «За выдающиеся заслуги». Франция, на территории которой Йорк участвовал во многих сражениях, удостоила его Военного креста и ордена Почётного легиона. Италия и Черногория также удостоили его Военного креста и Военной медали. Имея на момент своей атаки только звание капрала, по причине своих заслуг на поле боя повышен в звании до сержанта и затем стал известен в Соединённых Штатах и во всем мире как «Сержант Йорк».
18 апреля 1919 года Йорк удостоен высшей военной награды Соединённых Штатов — Медали Почёта.
По возвращении в США основал частный сельскохозяйственный институт в Джеймстауне (англ., штат Теннеси), рядом со своим родным городом. Управлять институтом у него не получилось, поэтому тот был передан в ведение администрации штата Теннесси. После этой неудачи он взял на себя управление мельницей в Пэлл-Мэлле на реке Уолф (англ.), которая ныне является частью национального парка. Штат Теннесси обеспечил ему большой (по тогдашним меркам) дом, сохранившийся до настоящего времени. С началом Второй мировой войны вернулся в армию, став майором Корпуса связи. Вёл работу с новобранцами, собирал деньги для нужд Красного креста. В 1945 году вышел в отставку в звании полковника Национальной гвардии штата Теннеси. Скончался в 1964 году от кровоизлияния в мозг. Похоронен в своём родном городе.

## В культуре
- Сержант Йорк — фильм-биография выпущенный в 1941 году и посвящённый жизни Элвина Йорка.
- В 2019 году о его подвиге шведской пауэр-метал-группой Sabaton была написана песня «82nd all the way».